# Irkout (entreprise)
Pour les articles homonymes, voir Irkout.
Irkout (du russe Корпорация ИРКУТ, littéralement en français Corporation Irkout) est une holding russe membre du consortium OAK (Compagnie aéronautique unifiée). Elle produit entre autres les avions Soukhoï.

## Historique
Le 28 mars 1932, l'usine d'aviation d'Irkoutsk a été créée en vertu de l'ordonnance n ° 181 par la Direction principale du Commissariat populaire de l'URSS pour l'industrie lourde. Le 18 août 1934, le formulaire marquant l'achèvement de la construction de l'usine de fabrication du nouveau bureau a été signé. Le premier avion fabriqué par l'IAP était le Tupolev I-14 , qui a volé le 16 février 1935.
Le 27 décembre 2002, l'Irkoutsk est rebaptisée "Корпорация ИРКУТ", littéralement Corporation Irkout. Elle est devenue la première entreprise de défense russe à effectuer un premier appel public à l'épargne en mars 2004.
Fin août 2023, elle change de nom et reprend celui du bureau d'études Yakovlev..

## Présentation
Irkout est cotée à la bourse de Moscou depuis le 29 mars 2004. Son président est Alekseï Fiodorov. Son siège est à Moscou. Son but est la commercialisation d'avions civils russes à des clients privés (elle fait cependant sa publicité avec les chasseurs Soukhoï). Ceci doit se faire dans le cadre de coopérations avec des entreprises occidentales.
Elle regroupe les anciennes usines IAPO d'Irkoutsk, Bériev, le bureau d'études Yakovlev (depuis 2005), BETA AIR, Russian Avionika et ITELA. Elle emploie un total de 14 000 salariés. Son chiffre d'affaires 2004 atteignait 600 millions de dollars US. Son carnet de commande pour 2005 représente environ 4 milliards de dollars US.
Irkout produit le Beriev Be-200, le Beriev A-50 (conçu à partir de l'Iliouchine Il-76 Candid) et le Soukhoï Su-30MK sous licence.
Lors du salon aéronautique de Berlin (ILA) de 2006, un accord de coopération a été conclu avec Airbus.
Airbus Group possède 10 % du capital d'Irkout. Irkout et Airbus envisagent [Quand ?] de reconvertir au sein d'une compagnie d'économie mixte des Airbus A320 et A321 en versions cargos[Quand ?].
Un moyen-courrier, le Irkout MC-21, est en développement pour une mise en service annoncé en 2021 est reporté à 2024/2025.
Les sanctions à la suite de l'invasion de l'Ukraine par la Russie en 2022 gèlent les coopérations avec l'Occident.
On annonce fin juillet 2023 que l'entreprise employant plus de 20 000 personnes prend en août 2023 le nom du Yakolev, et qu'elle doit produire, d'ici 2030, 142 SSJ-Nex et 220 MS-21.

## Répartition des actions (16 janvier 2006)

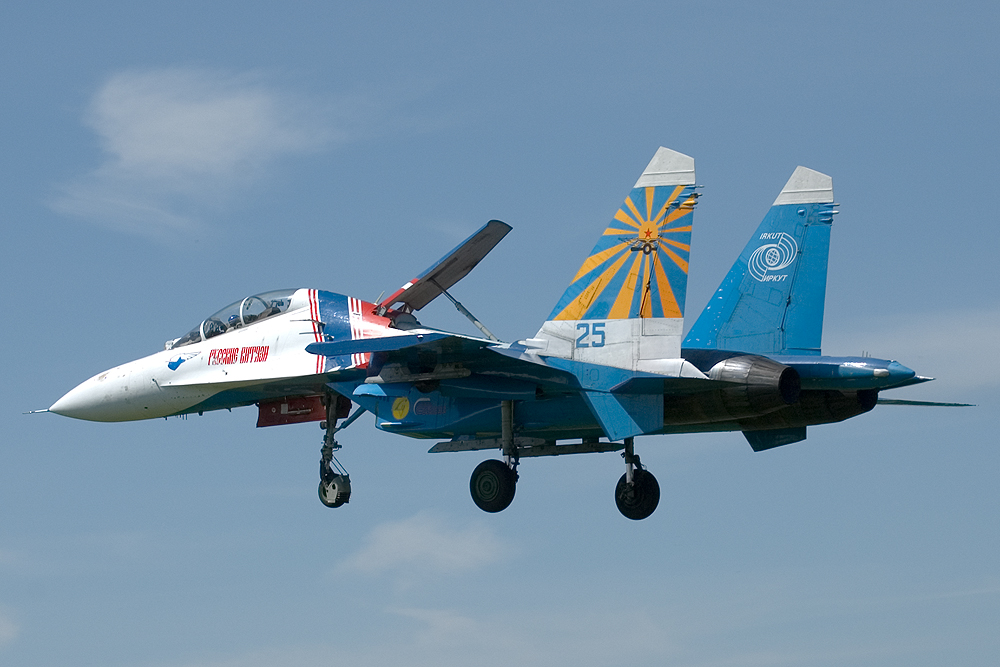
Un Soukhoï Su-30 aux couleurs d'Irkout

- 44 % - management
- 32 % - marché libre
- 12 % - Soukhoï
- 10 % - Airbus Group
- 2 % - personnel de l'entreprise

## Liens
- (en) Site officiel Irkut Corporation
- (en) Site officiel Irkut Seaplane / EADS (avions amphibies Beriev)
- (en) Informations financières